# J. Edgar Hoover
John Edgar Hoover (Washington D.C., 1 januari 1895 – aldaar, 2 mei 1972) was een Amerikaans federaal veiligheidsambtenaar. Hij was 37 jaar lang directeur van de Federal Bureau of Investigation (FBI).

## FBI-directeur
Op 10 mei 1924 werd hij benoemd tot directeur van het Bureau of Investigation (BOI als voorloper van de FBI). In 1935 werd de FBI opgericht waar hij directeur werd en bleef tot aan zijn dood in 1972. Onder Hoovers leiding onderging het BOI als onderzoeksbureau van het Amerikaanse ministerie van Justitie (United States Department of Justice) een aantal naamsveranderingen. 
Hoover geldt als omstreden. Aan de ene kant bouwde hij de FBI uit tot een grote professionele organisatie, aan de andere kant had hij een grote persoonlijke macht opgebouwd waaraan zelfs Amerikaanse presidenten niet zomaar voorbij konden gaan. In 1942 leidde hij de succesvolle uitschakeling van Duitse saboteurs in de Verenigde Staten. Dit werk zette hij voort gedurende de Koude Oorlog, toen niet alleen communisten, maar in het algemeen linkse Amerikanen een dossier bij de FBI kregen. Voor de georganiseerde misdaad echter had hij een blinde vlek, en tot 1957 ontkende hij het bestaan van de maffia. Eisenhower loofde hem, maar de presidenten Truman, Eisenhower, Kennedy en Nixon hebben allen serieus overwogen Hoover te ontslaan (Nixon zelfs tweemaal), maar steeds bleek Hoovers positie om allerlei redenen te sterk. Na de dood van Hoover werd de maximumtermijn voor de functie van directeur van de FBI gesteld op tien jaar.
Hoover stond wantrouwend tegenover de Afro-Amerikaanse burgerrechtenbeweging, met name tegenover diens kopstuk dominee Martin Luther King. Hij hield ook niet van al te succesvolle ondergeschikten; die liepen het risico te worden weggestuurd, zoals gebeurde met Melvin Purvis, die John Dillinger uitschakelde.

## Karakter
Er gingen sinds de jaren 1940 geruchten dat Hoover homoseksueel zou zijn (zo had hij een innige band met zijn adjunct-directeur Clyde Tolson) of een travestiet. Ook vermeende banden met de maffia, waarvoor de FBI opmerkelijk weinig belangstelling had, werden nooit bewezen.
Hoover, die 48 jaar lang aan het hoofd van de Federal Bureau of Investigation (FBI) stond, was een van de machtigste mensen uit de Amerikaanse geschiedenis. Voordat hij in 1972 stierf, zorgde hij ervoor dat de sporen van zijn eigen verleden zorgvuldig werden uitgewist, waardoor de mythevorming rondom hem nog grotere proporties aannam. In de historische perceptie neemt de 'slanke buldog' geen mooie plaats in. Hoover werd getypeerd als een gevaar voor de democratie, een man die op ongekende wijze misbruik maakte van zijn macht.
In de reeks negatieve publicaties over hem was het in 1996 verschenen Official and Confidential van Anthony Summers het meest verwoestend. De auteur stelde dat Hoover een homoseksuele travestiet was en, wellicht hiermee samenhangend, zijn agenten voortdurend met opdrachten bestookte om homoseksuele Amerikanen te schaduwen, omdat die volgens hem een gevaar voor democratisch Amerika vormden. In veel publicaties over Hoover wordt melding gemaakt van een inmiddels beroemd ooggetuigenverslag waarin hij, verkleed als vrouw, deelneemt aan orgiën in het Plaza Hotel in New York. Dit verslag is echter gebaseerd op slechts één, weinig betrouwbare, getuige. In recente biografieën wordt het door Summers geschetste beeld van homoseksuele travestiet niet bevestigd en zelfs tegengesproken.
De maffia zou op de hoogte zijn geweest van Hoovers seksleven en zou deze wetenschap gebruikt hebben om de FBI op afstand te houden. Dit zou de reden zijn waarom Hoover tot 1957 ontkende dat in Amerika de maffia bestond. Er is echter hiervoor geen enkel bewijs.   

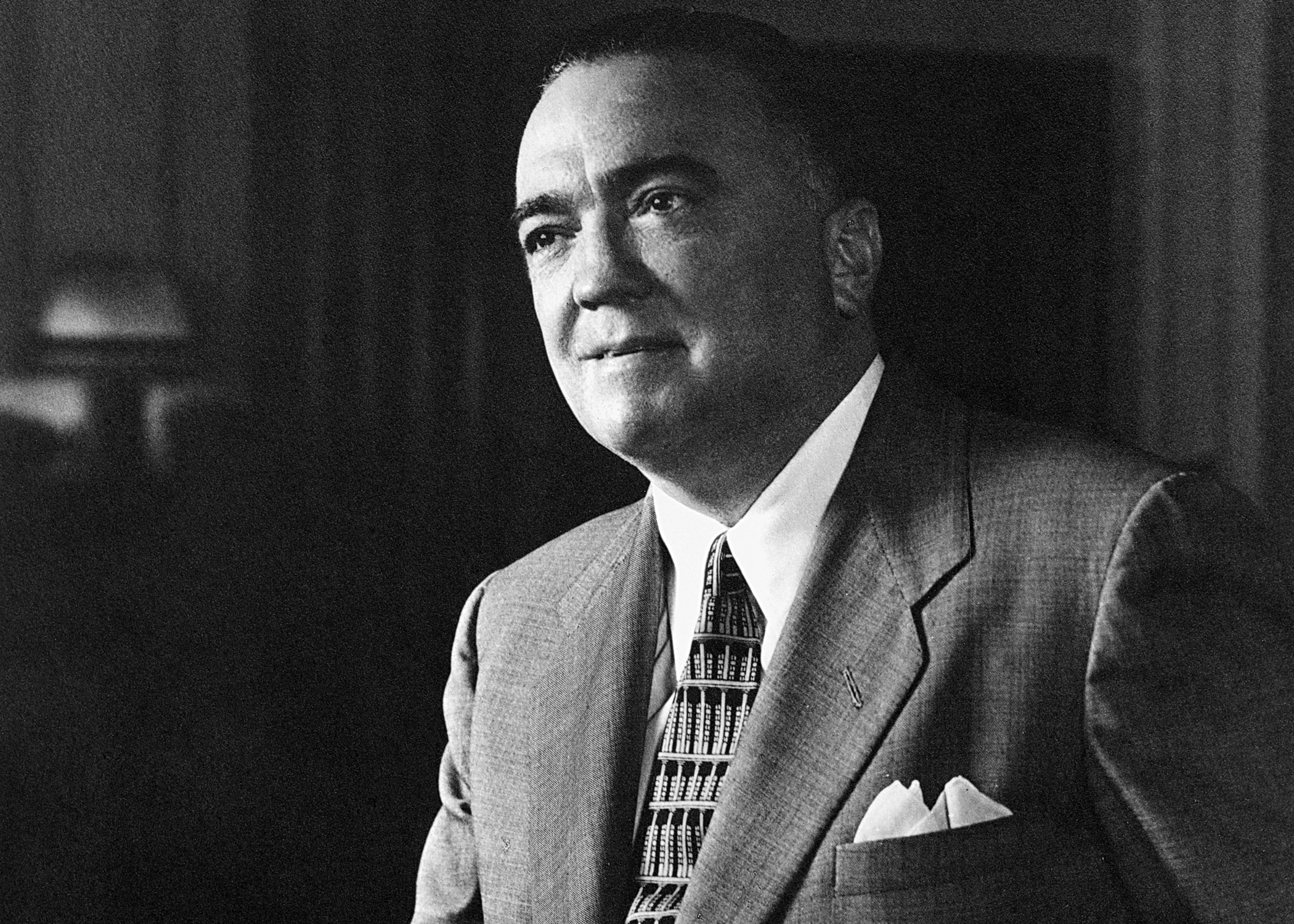
J. Edgar Hoover

### Onthullingen
Veel informatie komt van een manuscript dat door Hoovers boezemvriend en rechterhand Clyde Tolson geschreven is. Via gesprekken, afluisterberichten en rapporten van de inlichtingendienst, afkomstig uit de memoires van Tolson, worden zonder enig voorbehoud de meest verborgen en pikante details van Amerika's machtigste leiders onthuld. In het manuscript komt Hoover naar voren als een almachtig man, die presidenten kon maken en breken. Op 7 juli 1950, na het uitbreken van de Korea-oorlog, wilde hij 12.000 Amerikanen laten opsluiten. Daarvoor moest dan wel het rechtsbeginsel habeas corpus opgeschort worden. President Truman ging overigens niet in op dit voorstel.

## Overlijden
De op 77-jarige leeftijd overleden J. Edgar Hoover kreeg een staatsbegrafenis. Aan het slot werd vriend Tolson de opgevouwen vlag gebracht waarmee het stoffelijk overschot was bedekt. Het was een gebaar dat tot dan toe alleen voorbehouden was aan weduwen van beroemde overledenen. Hoover is begraven op de Congressional Cemetery in Washington.